# János Lázok
János Lázok (Elek, 4 ottobre 1984) è un ex calciatore ungherese, di ruolo centrocampista o attaccante.

## Caratteristiche tecniche
Seconda punta, può essere schierato come ala su entrambe le fasce.

## Carriera

### Nazionale
Il 29 maggio 2010 esordisce in Ungheria-Germania (0-3).